# ジェームズ・グレートヘッド
ジェームズ・ヘンリー・グレートヘッド（英語: James Henry Greathead、1844年8月6日 - 1896年10月21日）は、ロンドン地下鉄建設の業績で知られる土木技術者である。

## 初期の人生
グレートヘッドは南アフリカのケープ植民地にあるグラハムズタウンにて、イギリス系の血を引いて生まれた。グレートヘッドの祖父は1820年に南アフリカに移住した人物であった。彼はグラハムズタウンのセント・アンドリューズ大学で教育を受け、ケープタウンの私立のディオセサン大学でも学んだ。1859年にイングランドに移住し、1863年までウェストボーン・グローブにあるウェストボーン・コレギエイト・スクール（キングズ・カレッジ・ロンドンの一部）で勉強した。彼は一時的に南アフリカにもどったが、最終的に1864年にロンドンに移り、土木技術者のピーター・バーロウの下で見習いを務めて、そこでトンネルのシールド技術に詳しくなった。彼は1867年頃、ミッドランド鉄道のベッドフォード - ロンドン間で、バーロウの兄弟のウィリアム・バーロウと共に技術者として働いた。

## トンネル
まもなく、1869年に彼はバーロウの下に戻り、ロンドン中心部でテムズ川の河底に掘る水底トンネルとしては2番目のものとなるタワー地下道の設計に取り組み始めた。バーロウがこのトンネルの主任技術者を務め、グレートヘッドが実際の掘削作業を担当した。タワー地下道の掘削に用いられたシールドは、バーロウが発案し1864年と1868年に特許を取得した円形のシールドの影響を受けて、グレートヘッドが設計した。バーロウ＝グレートヘッド式シールドと呼ばれるこのシールドは、鉄製の直径7フィート3インチ（約2.21メートル）の円筒にスクリュージャッキを備えたものであった。シールドが実際に使われる際には、切羽が掘削されるとシールドがそこへ前進し、後に鋳鉄製のセグメントで造られたトンネルの覆工が組み立てられて残されていく。これ自体が大きな発明であった。グレートヘッドは、圧気工法や水圧ジャッキを用いたシールドの前進など多くの改良で特許を取得し、これは現代のトンネル建設において標準的なものとなっている。
彼はまた、ブラックウォールトンネルの建設においてもコンサルタントとして活動した。

## 鉄道
1873年にはハマースミス延長線およびメトロポリタン・ディストリクト鉄道のリッチモンド延長線の常駐技術者（resident engineer）となり、4年間務めた。この後は、リージェンツ・カナル鉄道（1880年）、メトロポリタン・アウター・サークル鉄道（1881年）、新しいロンドン-イーストボーン線（1883年）、アイルランドにおける多くの軽便鉄道（1884年）などに関わった。
1884年にはまた、グレートヘッドは再びトンネルと関わり、ロンドン・シティ・アンド・サウスワーク地下鉄、後にシティ・アンド・サウス・ロンドン鉄道（現在のノーザン線）に技術者として関与して、後者は1890年に開通した時点で世界で最初の電気で走る地下鉄となった。1888年にはリヴァプール高架鉄道にダグラス・フォックスと共に共同技術者となり、またウォータールー・アンド・シティ鉄道にもウィリアム・ガルブレイスと共に関わっている。彼の最後の仕事は、ジョン・ファウラーおよびベンジャミン・ベイカーと共に取り組んだ、セントラル・ロンドン鉄道である。

## 発明と特許
グレートヘッド式インゼクタ給水栓
現代のスプリンクラーの前身となるシステムで、建物の中に水を送り込んだり、外部にホースを取り付けて地下の水道管とつなぐ仕組みとなっていた。
グレートヘッド式シールド
グレートヘッドのシールドは、マーク・イザムバード・ブルネルのもともとの考えから派生し、ロバート・ヴォーゲルによれば明らかにバーロウが取得した1864年と1868年の特許の影響を受けている。しかし、ブルネルのシールドとははっきり区別できるかなりの設計変更が行われており、グレートヘッドの設計に対しても特許を取得できるようになった。ブルネルのシールドは長方形であり、12個に分割されていてそれぞれが独立して動くことができた。バーロウ＝グレートヘッド式のシールドでは全体は円形になっており、「ブルネルのシールドでの部品の数を減らして1個の固定された構造にまとめるという大きな進歩があり、シールドを用いたトンネル掘削という考え自体に対する進歩でもあった」。ただし、この時点でも先端での掘削は人力のままであった。またグレートヘッドの、地盤の軟らかい場所でトンネルを掘るためのシールドでは、安全性を高めるためにトンネル内の気圧を高める圧気工法が組み合わせられていた。彼の2番目のシールドでは、先端部で掘削した土砂を泥水にする水圧式の技術が用いられており、後にこの泥水を固化して次の発明、注入機につながることになる。ブルネルはシールドの考えを発明したが、バーロウはシールドを一体のものとする特許を取得し、グレートヘッドが円形のシールドの原型を設計して、これ以降の多くのトンネル工事で使われるようになった。この過程で他の技術者もシールドの設計を進歩させ改良している。
グレートヘッド式注入機
ウィンチェスターおよびリンカーン大聖堂の修理工事に用いられた。

## 栄誉

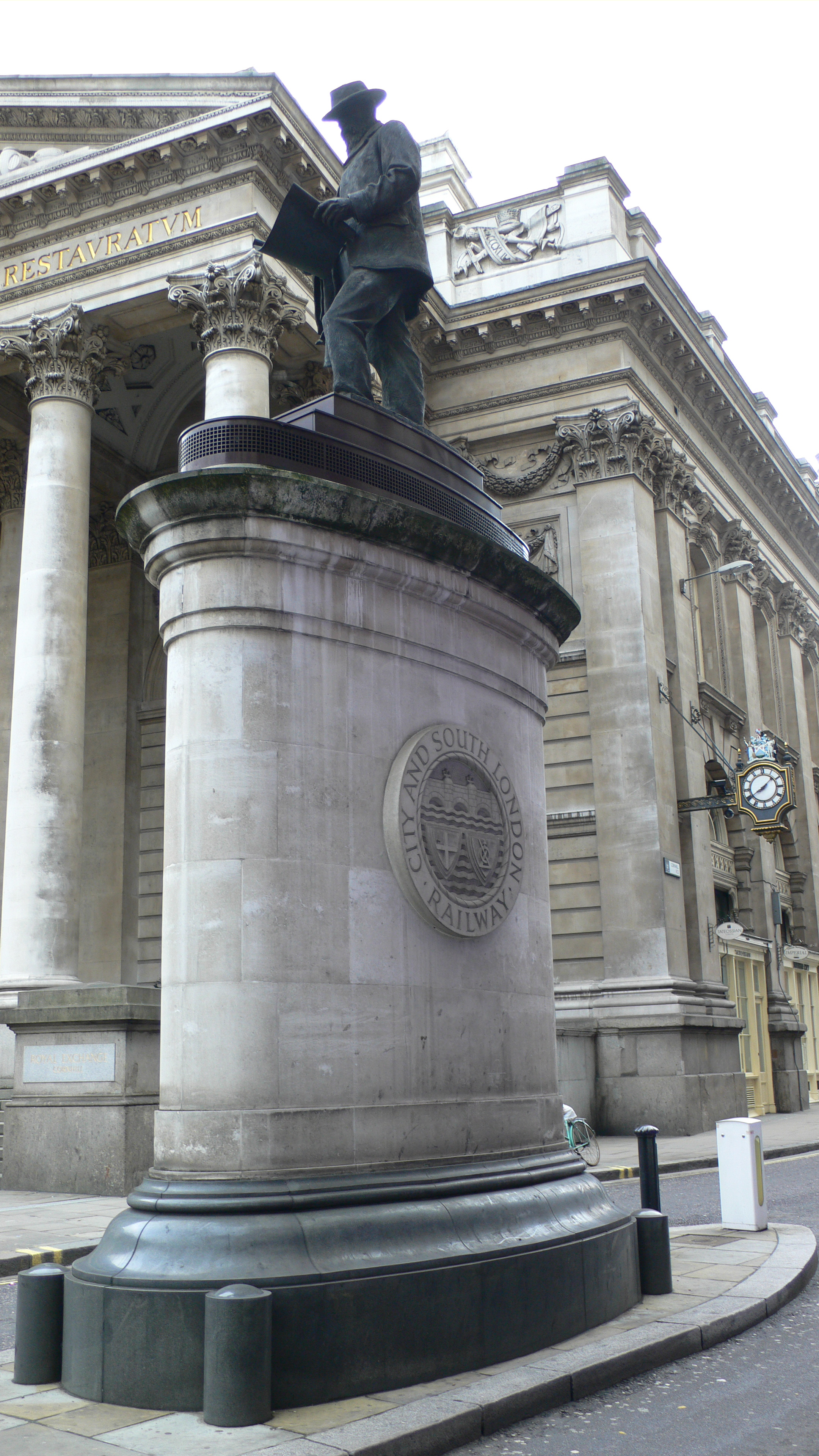
シティ・オブ・ロンドンにあるグレートヘッドの像

- イングリッシュ・ヘリテッジは、グレートヘッドが1885年から1889年まで住んだロンドン南西部のバーンズ（英語版）の住宅にブルー・プラークを設置している。
- 1994年1月にシティ・オブ・ロンドンの王立取引所（英語版）に隣接するバンク駅・モニュメント駅の外側に像が建てられた。ロンドン市長により除幕が行われ、その台座は地下の換気立坑を隠す構造になっている。バンク駅の改修工事が行われていた際に、ウォータールー&シティー線との間の通路においてバーロウ＝グレートヘッド式シールドの一部が発見された。この部分は赤く塗装され、真鍮のプレートがはめ込まれて、彼の業績に対する記念としている。

## ギャラリー

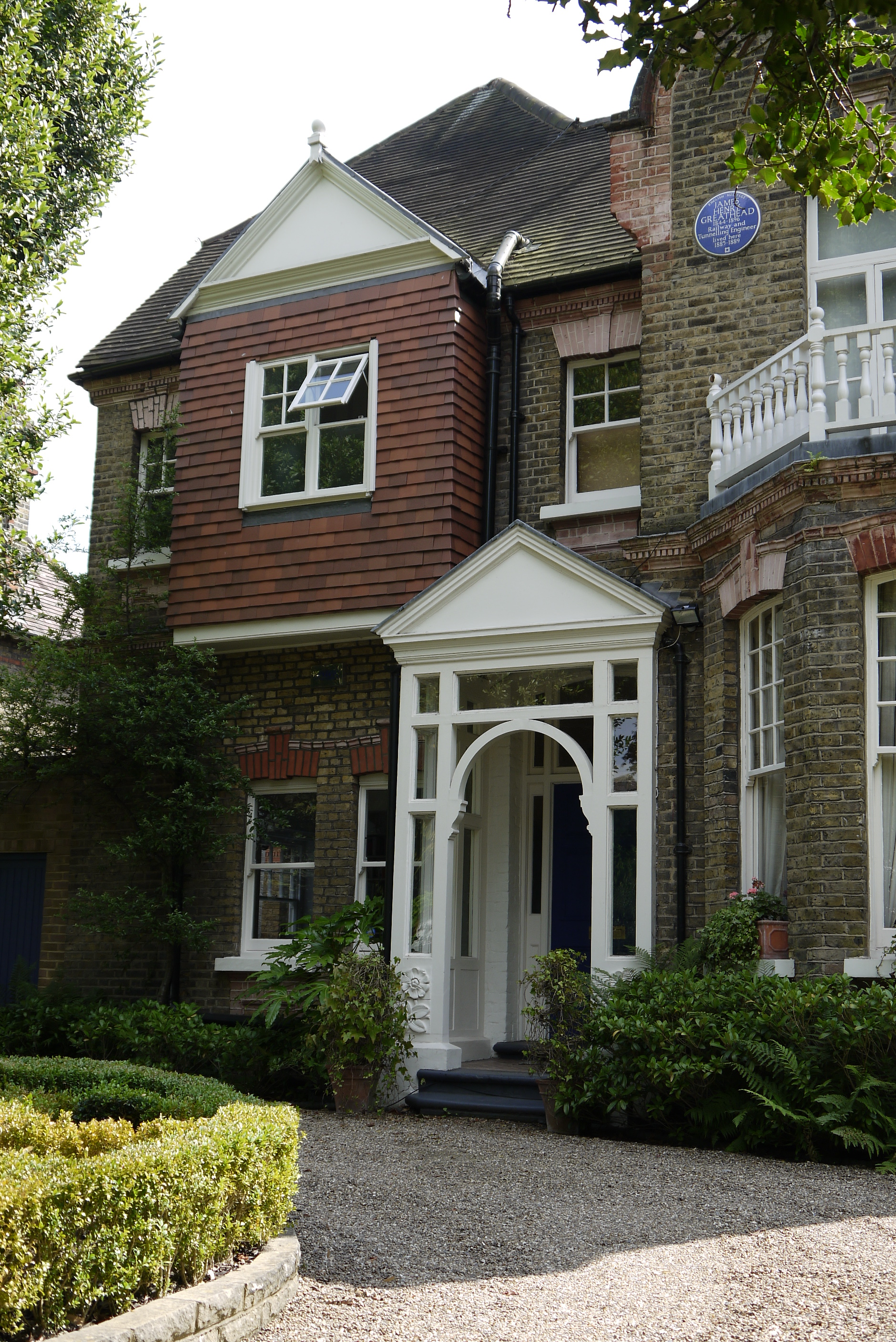
グレートヘッドが住んでいた家、ブルー・プラークが前面の壁の上部に見えている
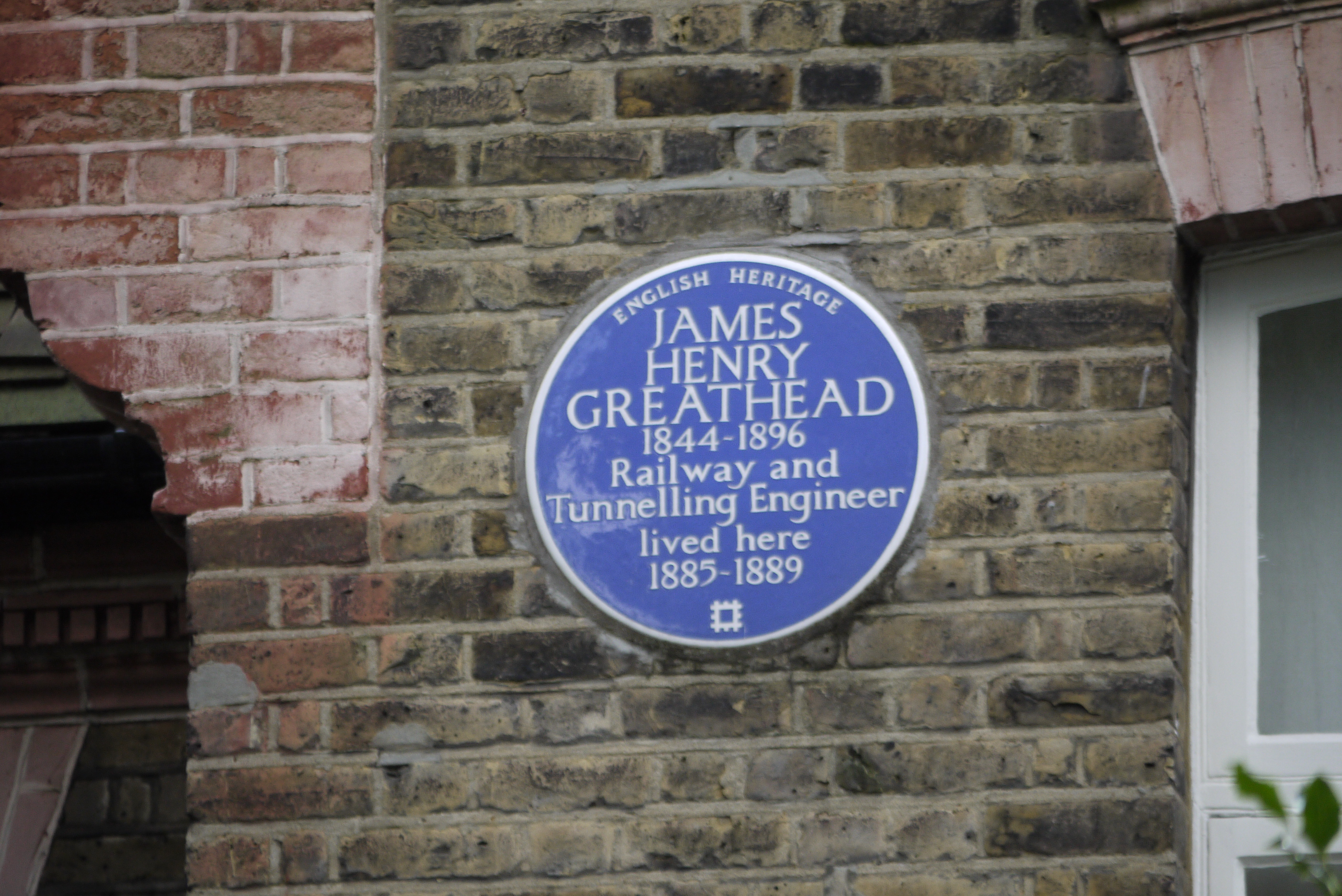
ブルー・プラーク
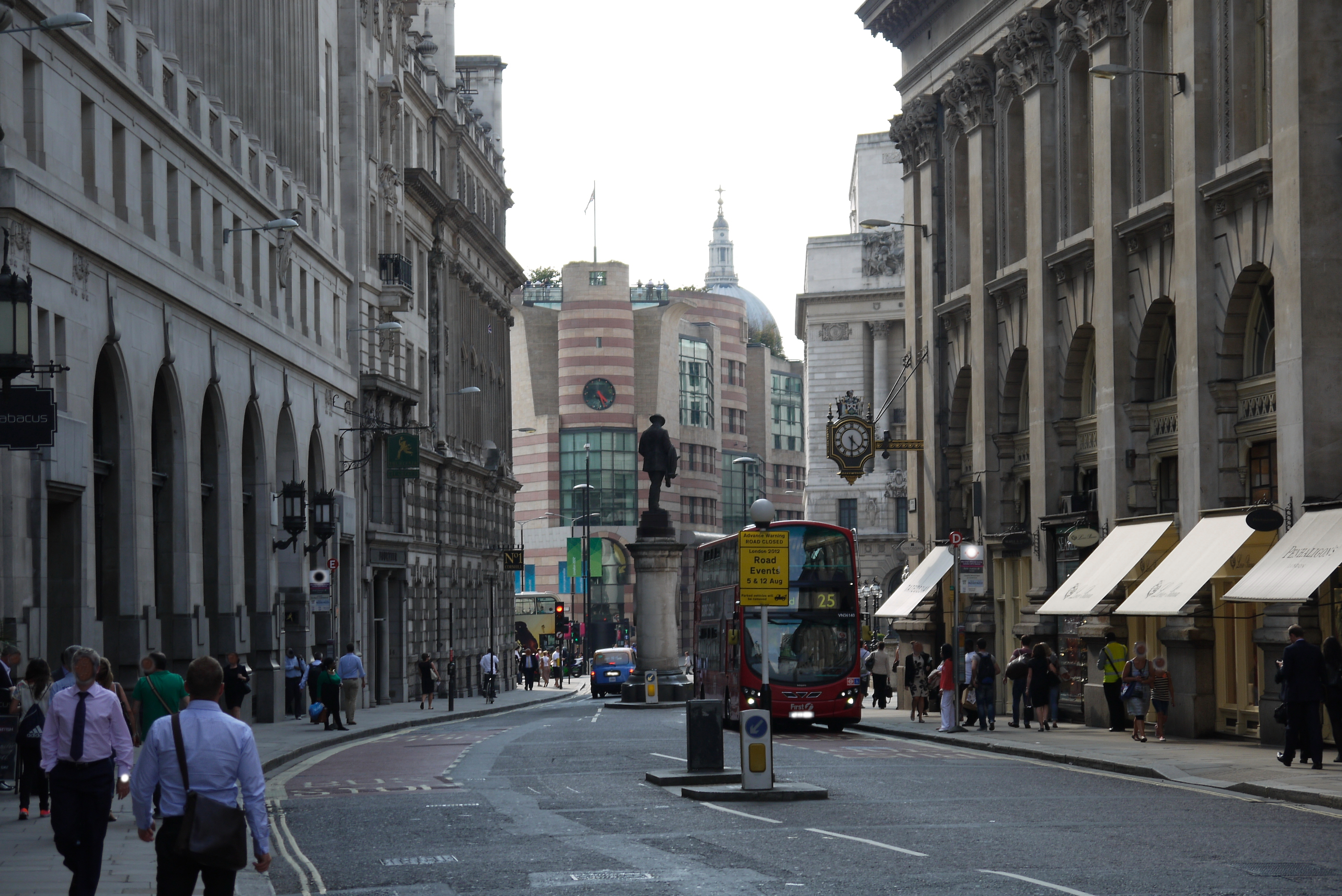
ロンドンオリンピック期間中にバンク通りから見たグレートヘッド像
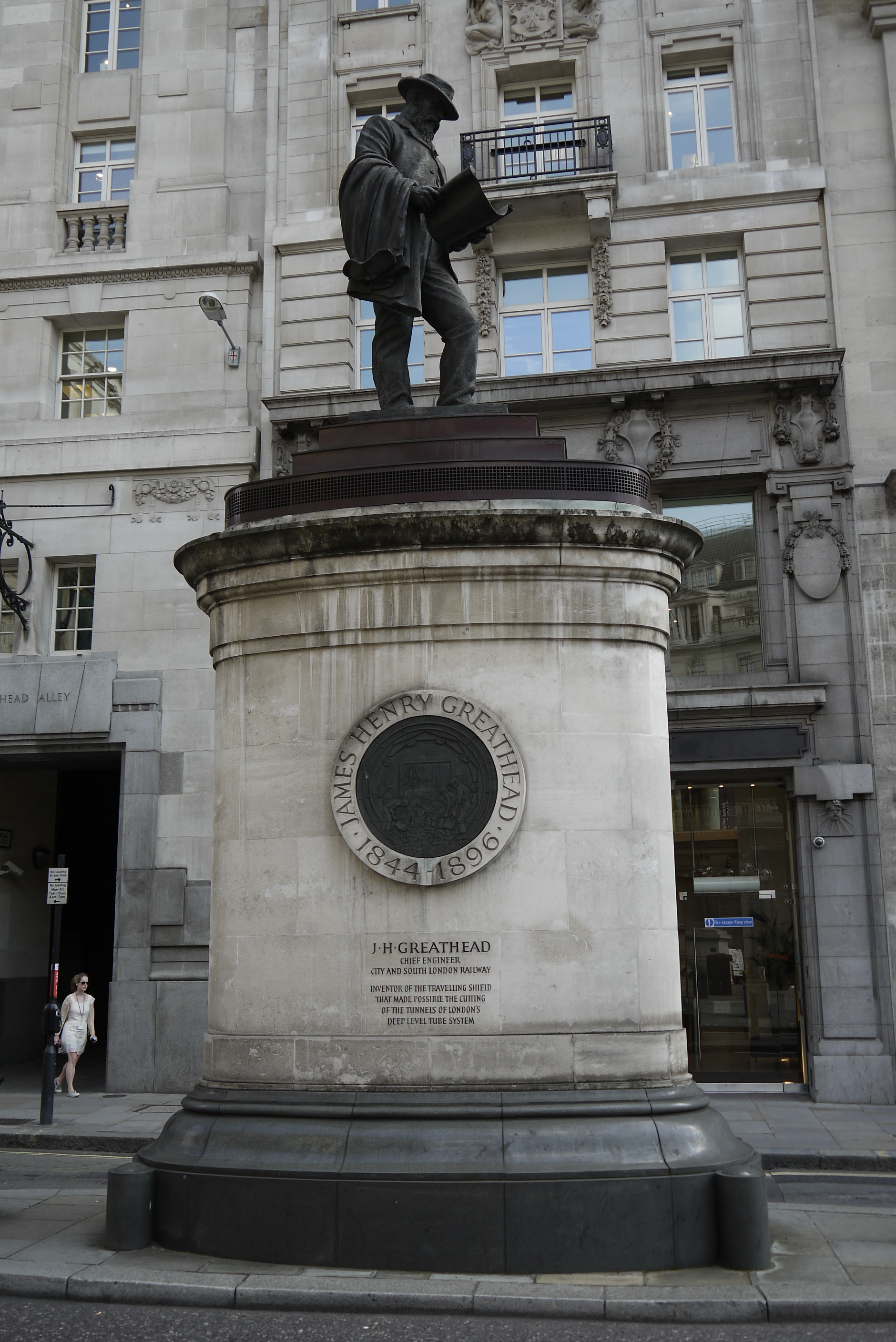
ノーザン線の換気立坑
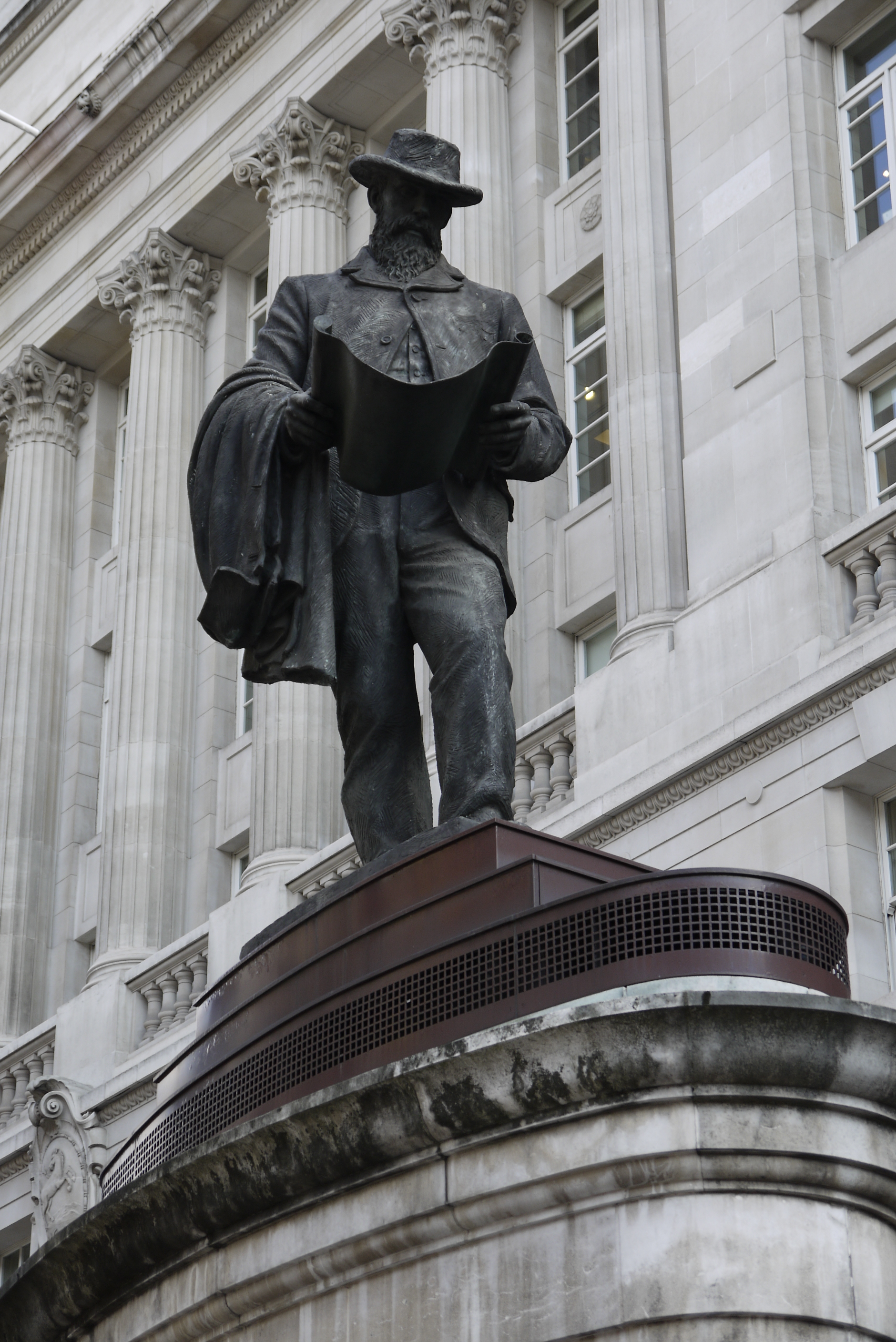
グレートヘッド像の拡大
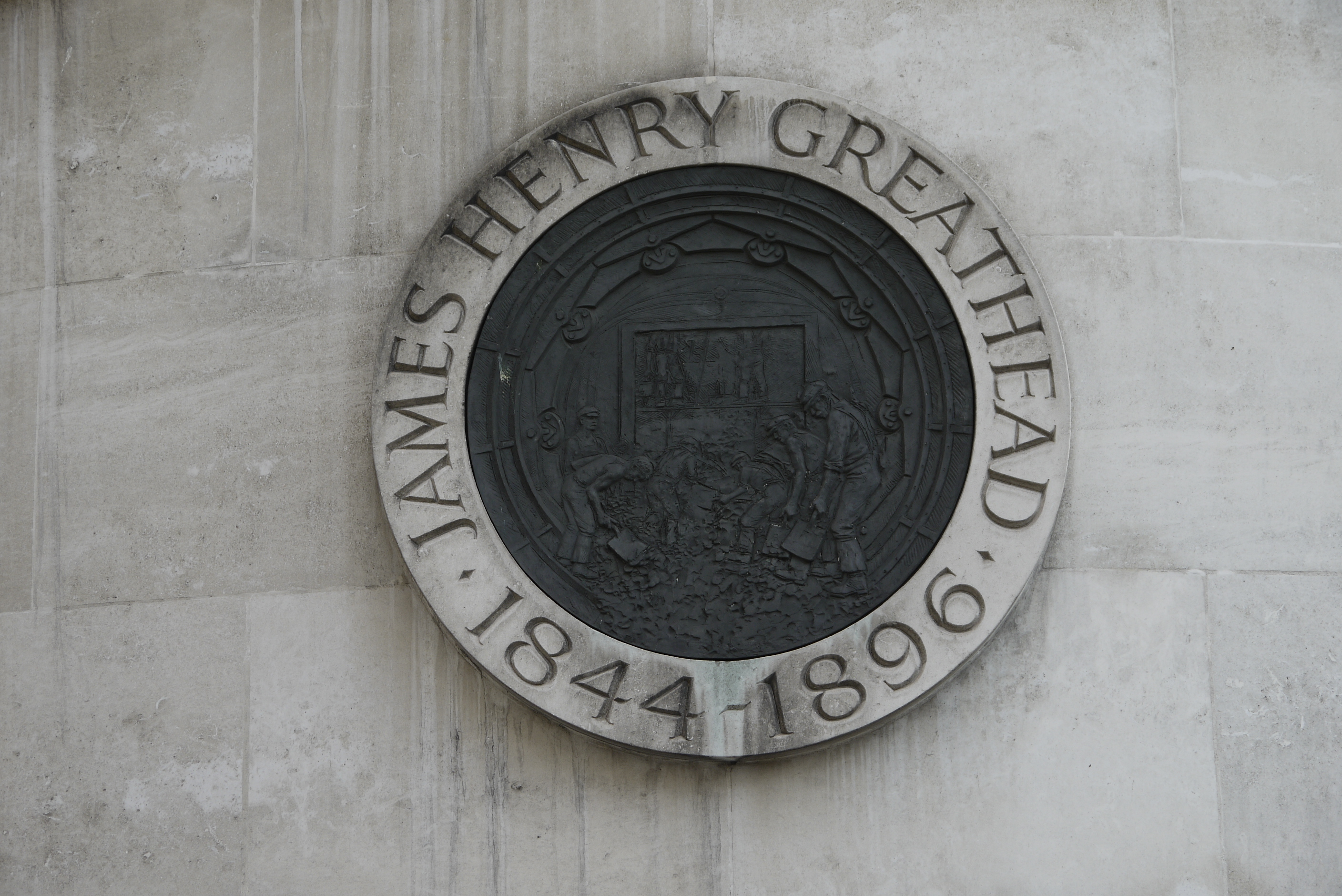
台座に取り付けられた銘板
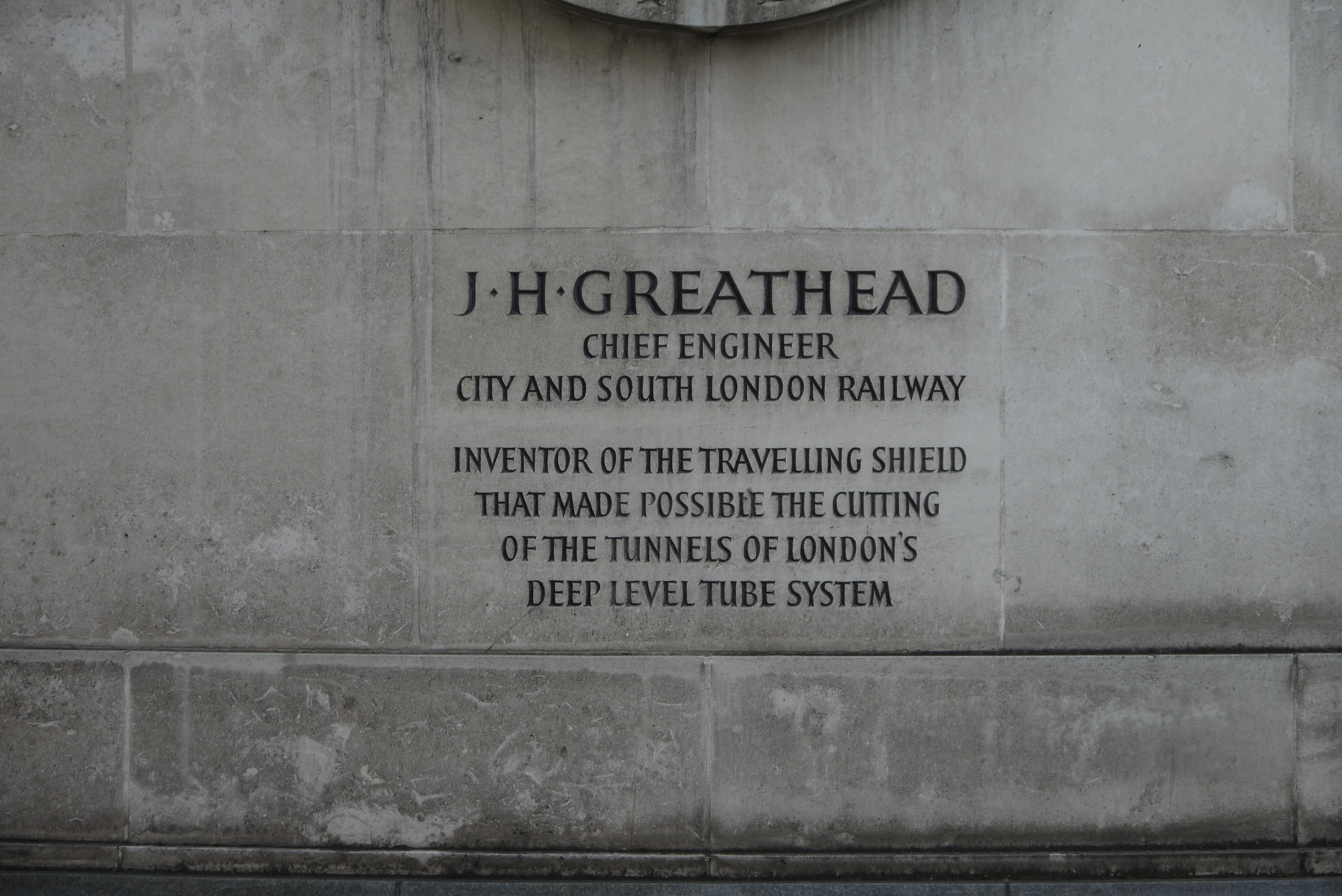
台座の碑文